# قرار مجلس الأمن التابع للأمم المتحدة رقم 650
قرار مجلس الأمن التابع للأمم المتحدة 650 ، المتخذ بالإجماع في 27 مارس 1990 ، بعد التذكير بالقرارين 637 (1989) و 644 (1989) ، أيد المجلس تقرير الأمين العام، وقرر أن يأذن بتوسيع عضوية فريق مراقبي الأمم المتحدة في أمريكا الوسطى من أجل تسريح الكونترا في نيكاراغوا.
وقد زاد حجم فريق مراقبي الأمم المتحدة في أمريكا الوسطى بمقدار 800 فرد إضافي، بما في ذلك إضافة كتيبة قتالية فنزويلية وأمن للإشراف على التخلص من الأسلحة في هندوراس. سمحت أيضا بإضافة أفراد مسلحين إلى أعدادهم، وطلبت إلى الأمين العام إبقاء المجلس على علم بتنفيذ القرار.

## وصلات خارجية
- Text of the Resolution at undocs.org